# Quốc lộ 322 (Trung Quốc)
Quốc lộ 322 (G322) là một tuyến đường bộ từ Hành Dương, Hồ Nam đến Hữu Nghị Quan, Quảng Tây. Tuyến đường dài 1039 km và chạy theo hướng tây nam từ đến Hữu Nghị Quan thuộc biên giới Trung Quốc và Việt Nam. Điểm cuối của quốc lộ này cũng là điểm đầu của  và  của Việt Nam.

## Tuyến đường và khoảng cách
| Tuyến và cự ly (km) |                  |
| \| Thành phố \| Khoảng cách (km) \| \| ------------------------ \| ---------------- \| \| Hành Dương, Hồ Nam \| 0 \| \| Kỳ Đông, Hồ Nam \| 55 \| \| Kỳ Dương, Hồ Nam \| 107 \| \| Linh Lăng, Hồ Nam \| 159 \| \| Tuyền Châu, Quảng Tây \| 238 \| \| Hưng An, Quảng Tây \| 301 \| \| Linh Xuyên, Quảng Tây \| 350 \| \| Quế Lâm, Quảng Tây \| 367 \| \| Lâm Quế, Quảng Tây \| 378 \| \| Vĩnh Phú, Quảng Tây \| 414 \| \| Lộc Trại, Quảng Tây \| 486 \| \| Liễu Châu, Quảng Tây \| 530 \| \| Liễu Giang, Quảng Tây \| 541 \| \| Tân Dương, Quảng Tây \| 704 \| \| Nam Ninh, Quảng Tây \| 791 \| \| Ninh Minh, Quảng Tây \| 979 \| \| Bằng Tường, Quảng Tây \| 1022 \| \| Hữu Nghị Quan, Quảng Tây \| 1039 \| |                  |
| Thành phố | Khoảng cách (km) |
| Hành Dương, Hồ Nam | 0                |
| Kỳ Đông, Hồ Nam | 55               |
| Kỳ Dương, Hồ Nam | 107              |
| Linh Lăng, Hồ Nam | 159              |
| Tuyền Châu, Quảng Tây | 238              |
| Hưng An, Quảng Tây | 301              |
| Linh Xuyên, Quảng Tây | 350              |
| Quế Lâm, Quảng Tây | 367              |
| Lâm Quế, Quảng Tây | 378              |
| Vĩnh Phú, Quảng Tây | 414              |
| Lộc Trại, Quảng Tây | 486              |
| Liễu Châu, Quảng Tây | 530              |
| Liễu Giang, Quảng Tây | 541              |
| Tân Dương, Quảng Tây | 704              |
| Nam Ninh, Quảng Tây | 791              |
| Ninh Minh, Quảng Tây | 979              |
| Bằng Tường, Quảng Tây | 1022             |
| Hữu Nghị Quan, Quảng Tây | 1039             |